# Santino Corleone
Santino „Sonny“ Corleone je fiktivní postava z románu Kmotr od Maria Puza

## Charakteristika
Santino Sonny („synek“, přezdívku získal, protože velmi lpěl na otci) je nejstarší syn dona Corleona. O jeho osudu rozhodlo, že byl svědkem toho, jak jeho otec zavraždil člena Černé ruky Fanucciho. Vstoupí do „rodinného podniku“, kde je Clemenzou cvičen v používání zbraní. Donem mu je však vyčítána jeho vznětlivost a často přílišná brutalita. Paradoxem jeho povahy je, že nedokáže ublížit bezbranné bytosti. Jeho neopatrná poznámka při jednání se Sollozzem vede nepřímo k atentátu na dona Corleone, po němž dočasně přebírá vedení famillie. Je rozstřílen pistolníky u mýtné budky na dálnici, když jede za sestrou Constanzií, kterou zbil její manžel Carlo.

## Rodina
- Otec Vito Corleone
- Matka (jméno neuvedeno)
- Bratr Fredericco Corleone
- Bratr Michael Corleone
- Manželka Sandra Corleonová
- 3 děti (jména neuvedeny)